# Критичний реалізм
Крити́чний реалі́зм у філософії — напрям сучасної філософії науки, веде своє походження від «критичної філософії» Імануїла Канта. Хоча вихідні принципи критичного реалізму були сформульовані в Німеччині наприкінці XIX — початку XX ст. А. Рілом, Освальд Кюльпе, А. Мессером та ін. Але саме філософські публікації українського філософа В. Лесевича (представника емпіріокритичного варіанту позитивізму) протягом 1868–1917 років впливали на світову філософську думку, в яких він назвав свою філософську систему вперше в світі як «критичний реалізм».

Як самостійна філософська школа критичний реалізм остаточно сформувався в США, коли Д. Дрейк, Артур Лавджой, Дж. Пратт, А. Роджерс, Джордж Сантаяна, Рой Вуд Селлерс і Ч. Стронг випустили в 1920 році «Нариси критичного реалізму», де була дана детальна розробка доктрини критичного реалізму. Найбільш істотна для неї теорія пізнання, в якій критичний реалізм протиставляє себе неореалізму: якщо останній вважає, що в процесі пізнання зовнішній світ безпосередньо включається у свідомість суб'єкта, «схоплюється» ним таким, як він є, то критичний реалізм виходить з того, що процес пізнання опосередкований «даними» (англ. data), або змістом свідомості. При цьому проблема природи «даних» вирішується представниками критичного реалізму по-різному. Пратт і Лавджой ототожнюють його зі сприйняттям, вважаючи, що «дані» умовно представляють властивості зовнішньої реальності, знання яких дає можливість суб'єкту орієнтуватися в навколишньому світі; це зближує їхні погляди з суб'єктивно ідеалістичною «теорією ієрогліфів». Сантаяна, Дрейк, Стронг і Роджерс розуміють під «даними» абстрактне поняття — логічну «сутність» речі, яка у разі правильного пізнання може збігатися з реальною сутністю речі. Тут ідеальні «сутності» набувають онтологічного характеру, що призводить до своєрідного варіанту платонізму . Особливу позицію займає Селлерс, який ототожнює «дані» з адекватним відображенням у свідомості зовнішнього світу, що веде його до матеріалістичного трактування процесу пізнання.

## Тези
Нійнілуото формулює ряд тез критичного реалізму:
- Принаймні, частина реальності онтологічно незалежна від людського розуму.
- Істина є семантичне відношення між мовою і реальністю. Це означає, що визначення істини Тарського — сучасна версія кореспондентної теорії і її найкращий індикатор — дається за допомогою систематичного викладу використовуваного в науці методу.
- Поняття істинності чи хибності в принципі можна застосовувати до всіх лінгвістичних похідних наукової діяльності, включаючи звіти про спостереження, закони і теорії. Зокрема, твердження про існування мають істиннісні значення.
- Досягнення істини є основною метою науки. Істину нелегко виявити і розпізнати і навіть найкращі наукові теорії можуть виявитися помилковими. Тим не менш, можливо наближення до істини і раціональне уявлення про когнітивний процес.
- Найкраще пояснення практичного успіху науки полягає в тому, що наукові теорії є приблизно істинними або успішно наближаються до відкриття істини в релевантних відносинах. Прогрес науки можна раціонально пояснити.

Ця послаблена реалістична позиція найкраще захищена від стандартних аргументів, висунутих проти реалізму. Якщо в першій половині XX століття у філософії науки основна увага приділялася обґрунтуванню наукового методу, то в останні десятиліття обговорюються, в основному, питання онтологічного статусу об'єктів, що вводяться науковими теоріями. У сучасній літературі триває дискусія з приводу реалізму наукових понять, яка займає значне місце в англомовному світі.